# 里科維奇
50°38′0″N 24°33′38″E / 50.63333°N 24.56056°E
里科維奇（烏克蘭語：Риковичі），是烏克蘭的村落，位於該國西部沃倫州，由沃洛德米爾區負責管轄，面積24平方公里，海拔高度214米，2001年人口1,024，人口密度每平方公里42.67人。